# Joanna Angel
Joanna Mostov, känd under artistnamnet Joanna Angel och född 1980 i Brooklyn i New York, är en amerikansk porrskådespelare, regissör och manusförfattare. I april 2002 grundade hon webbplatsen Burningangel.com tillsammans med Mitch Fontaine, och hon har noterats som aktiv kraft inom den växande "alt porn"-genren, där skådespelarna är tydliga representanter för subkulturer som punkare, goth, emos och skatare.

## Biografi

### Tidiga år
Angel föddes på Brooklyn, med en israelisk mor och en amerikansk far. Hon växte upp i River Edge i Bergen County i New Jersey, där hon var elev på Cherry Hill Elementary School och 1998 tog studentexamen från River Dell Regional High School. Efter examen började hon studera vid Rutgers University och avlade en filosofie kandidatexamen i engelsk litteratur, med filmvetenskap som kompletterande ämne.
Jewish Telegraphic Agency har bedömt att Angel var den första personen inom den pornografiska branschen som uppfostrats inom den ortodoxa judendomen. Under high school-tiden arbetade hon i en kosher-snabbmatsrestaurang, därefter på en Applebee's-restaurang och "Happy's Health Grille" under åren på universitet. Så småningom flyttade hon till Williamsburg-området på Brooklyn i New York, där hon tillsammans med sin rumskamrat Mitch Fontaine skapade webbplatsen Burningangel.com.

### Pornografisk karriär
Angel är en före detta modell för den mjukpornografiska webbplatsen Suicidegirls. I början av 20-årsåldern grundade hon indie-punk-porr-sajten Burningangel.com som blandade musik och pornografi. Hon publicerade intervjuer och sexuella historier från bandmedlemmar vid sidan av nakenfotografier. Efter inspiration från ett liveframträdande av porrskådespelaren Nina Hartley började Angel från 2005 även producera hårdpornografiska filmer för webbplatsen.
Enligt Encyclopedia of the Zombie ses Angel som en central influens i skapandet av "alt porn"-genren som en kommersiellt gångbar nisch. Hon har producerat och medverkat i ett antal zombie-relaterade hårdpornografiska filmer, med titlar som Re-Penetrator (2005), Dong of the Dead (2009), Evil Head (2012) och The Walking Dead: A Hardcore Parody (2013).
Angel har skrivit, producerat, regisserat och medverkat som skådespelare i filmer som distribuerats exklusivt genom Burning Angel, vid sidan av framträdanden i mer traditionellt distribuerade porrfilmer. Fram till mars 2007 hade hon ett exklusivt kontrakt med bolaget VCA Pictures, och en tid representerades hon av skådespelaragenturen Bad Ass Models.
Vid årsskiftet 2018/2019 sålde Angel sitt bolag Burning Angel till branschjätten Gamma Entertainment, efter förhandlingar med Gammas produktionschef Bree Mills. Angel och Gamma hade redan sex år långt samarbete, och för Gamma blev Burning Angel och dess filmarkiv med 1 500 nischade alt porn-filmer en viktig del i programutbudet vid lanseringen av deras stora betalplattform Adult Time. Efter överlåtelsen till Gamma fortsatte Angel som kontrakterad regissör för Adult Time-kanalen Burning Angel i ytterligare två års tid. Därefter har hon allt mer satsat på sin nya verksamhet som innehållsleverantör på Onlyfans.

### Medieframträdanden
Efter framgångarna med Burning Angel har Angel synts i ett stort antal tidningsartiklar, inklusive för The New York Times.
Angel skrev under en tid en månatlig sexrådgivningskolumn för tidskriften Spin. Hon bidrog även med ett kapitel till boken Naked Ambition, med Carly Milne som redaktör.
2010 medverkade Angel i en politisk appell från Free Speech Coalition. Det gällde frågan om upphovsrättsbrott på Internet rörande pornografiskt material, en kampanj som leddes av Michael Whiteacre. I kampanjinslaget, betitlat "FSC All-Star Anti-Piracy PSA", framträdde hon vid sidan av branschkollegor som Lisa Ann, Julie Meadows, Kimberly Kane, Ron Jeremy samt Wicked Pictures-kontrakterade Alektra Blue och Kaylani Lei.
Året efter omnämndes Angel av CNBC som en i "Dirty Dozen", de enligt CNBC tolv mest populära artisterna inom den pornografiska världen. CNBC noterade att hon ägde sitt eget produktionsbolag och att den "punklook" som hon och hennes medverkande skådespelare delade hade skapat en ny innehållsgenre i branschen – alt porn. 2011 syntes hon även i tredje säsongen av Adult Swim-serien Children's Hospital, i avsnittet "Night Shift". Där spelade hon sig själv, som en porrstjärna och familjebekant till Dr. Blake (spelad av Rob Corddry).
Angel syns då och då på Cracked.com, som vän till kolumnisterna. Hon medverkar i musikvideon för Emmures låt "Sound Wave Superior".
2013 medverkade Angel i independentfilmen Scrapper, med Michael Beach och Aidan Gillen i huvudrollerna, och som del av komedimusikalen Skum Rocks!. Året efter hade hon roller i kriminaldramat The Owl in Echo Park och Kevin Nealons komediserie Racquetball. Hon syntes även i dokumentärfilmen Doc of the Dead.

## Privatliv
Mellan 2005 och 2011 hade Angel en relation med branschkollegan James Deen. 2 december 2015 medverkade hon i The Jason Ellis Show för att ge sin syn och fler detaljer ur sitt "våldsamma och skrämmande", sex år långa förhållande med Deen.
Den 31 oktober 2016 gifte sig Angel med branschkollegan och musikern Aaron "Small Hands" Thompson. Det var dåvarande flickvännen Angel som 20134 introducerade honom i porrbranschen.
Angel beskriver sig själv som sympatiserande med det demokratiska partiet. 2015 stödde hon Bernie Sanders i hans kandidatur inför det kommande amerikanska presidentvalet.

## Utmärkelser (urval)

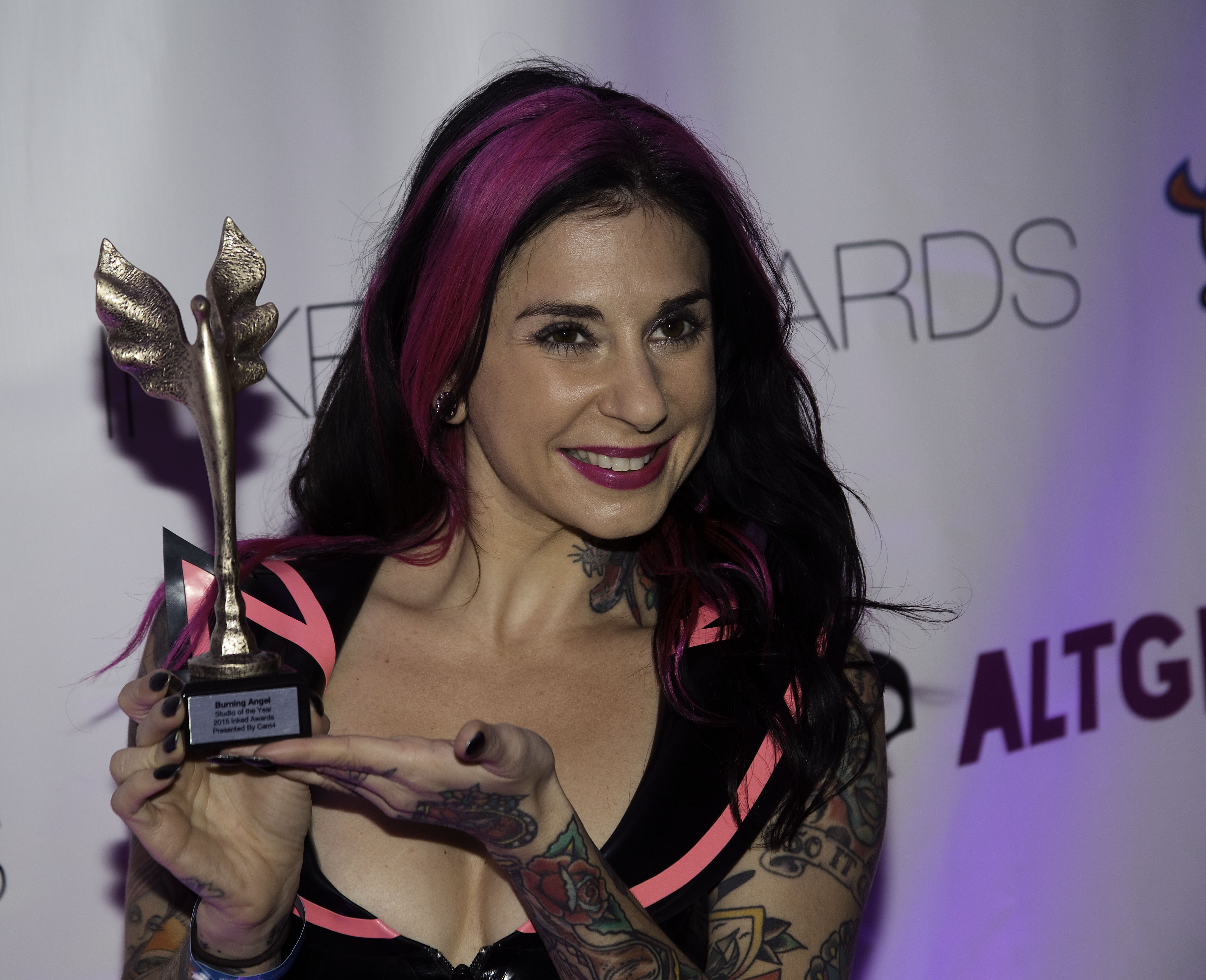
Angel med Studio of the Year-priset på Inked Awards-galan, 2015.

## Galleri

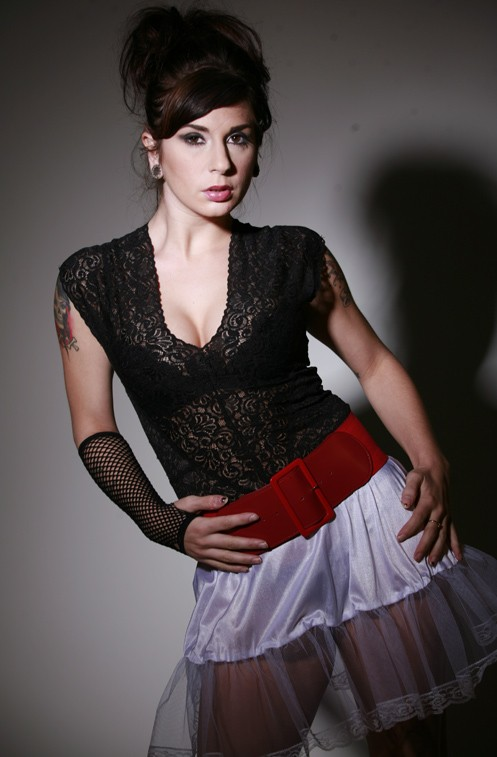
Joanna Angel i början av 00-talet.
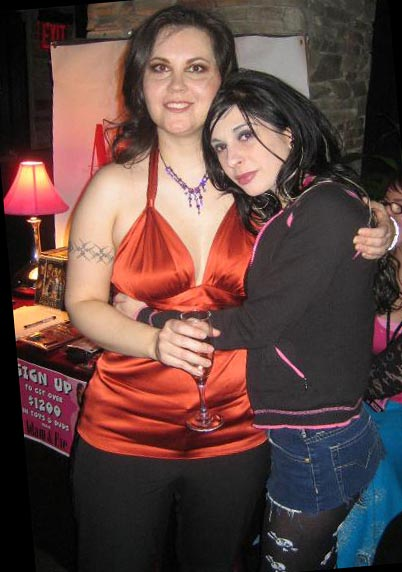
Tristan Taormino och Joanna Angel, 2006.
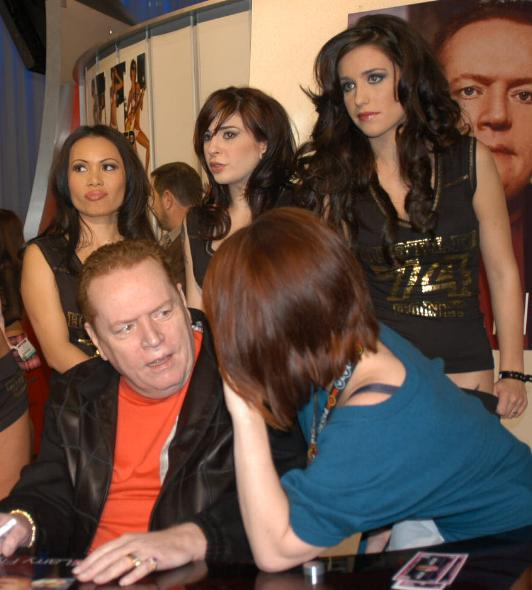
Angel (i mitten, stående) och Larry Flynt m.fl., på AEE 2007.
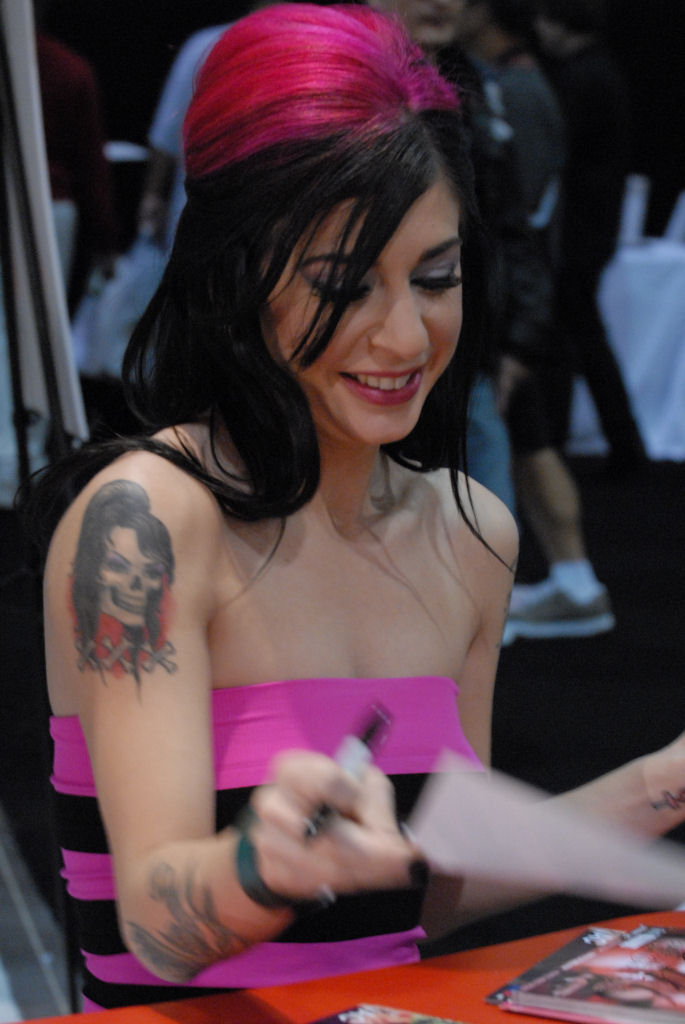
Angel i signeringsbås på AEE, 2008.
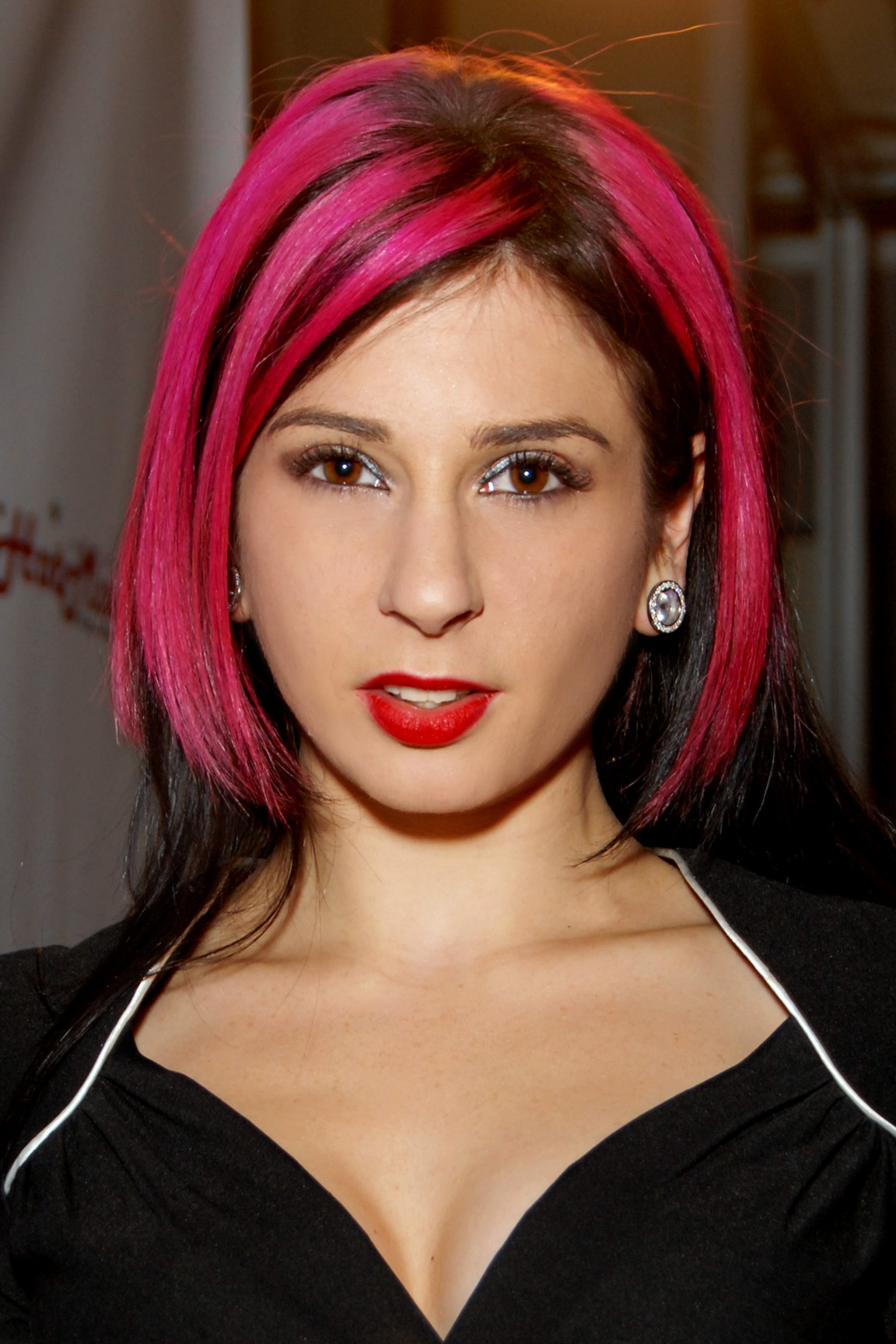
Angel vid Free Speech Coalition-evenemang i Los Angeles, 2009.
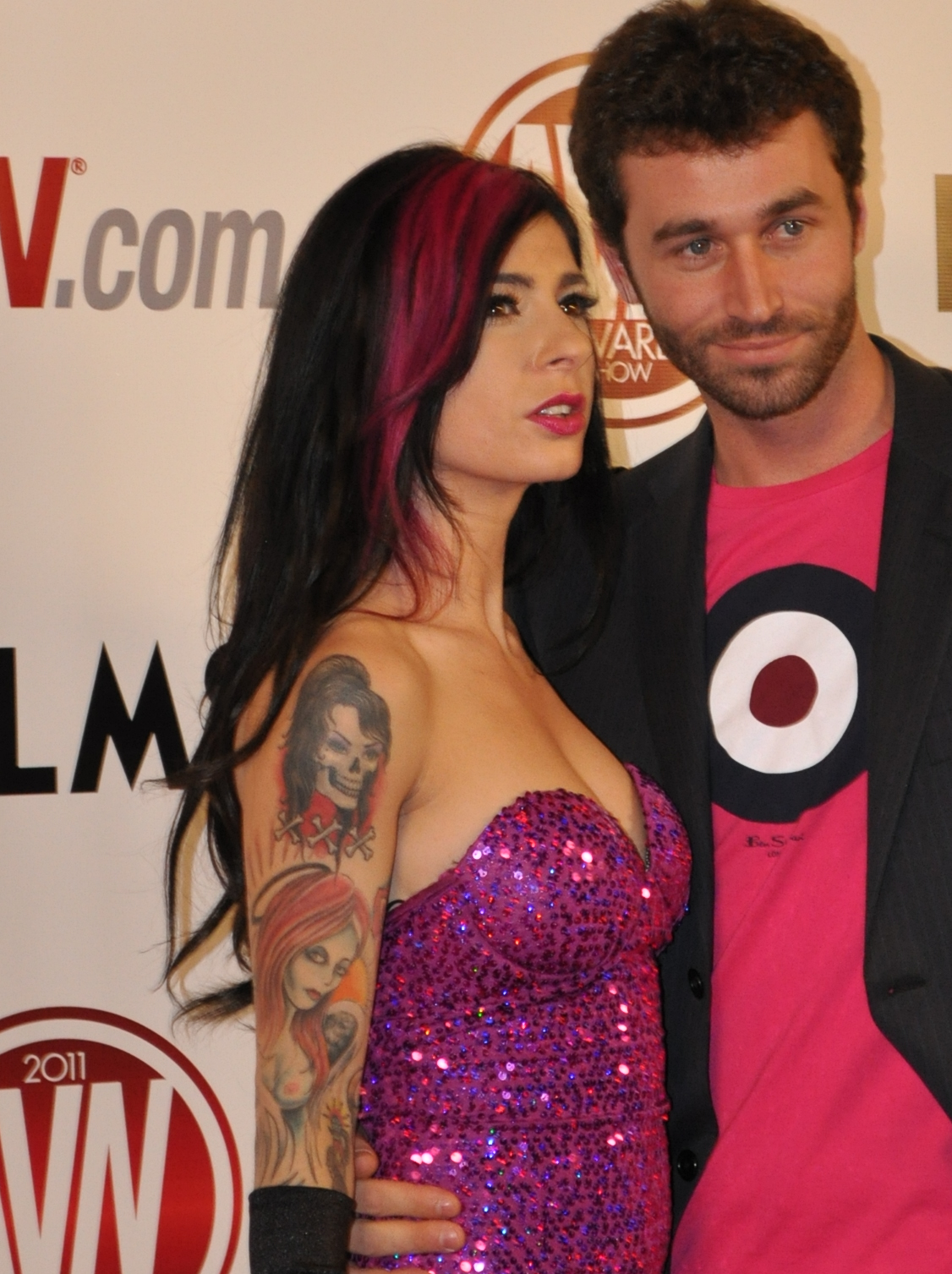
Angel och James Deen vid AVN Awards-galan, 2011.
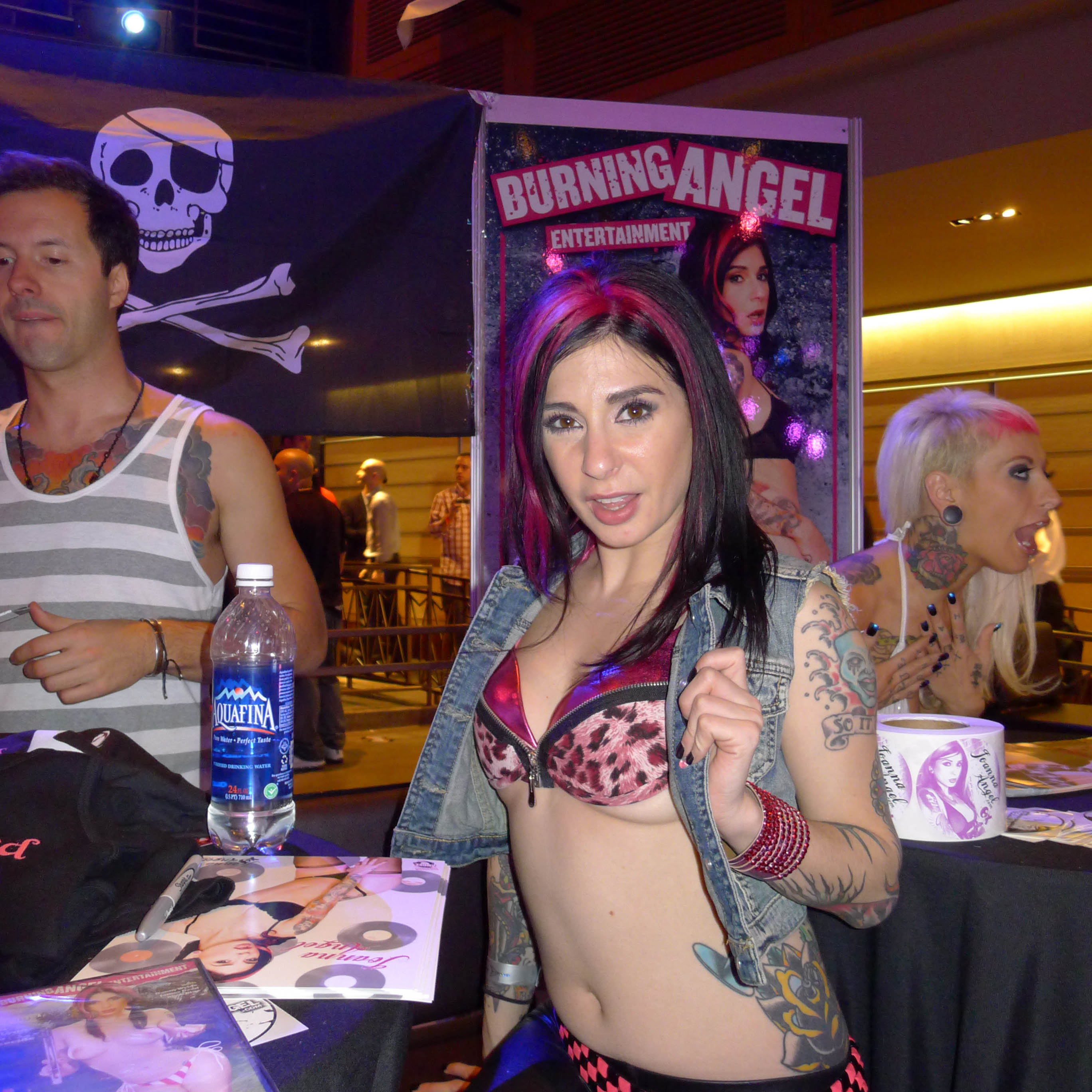
Angel i Burning Angels mässmonter på AEE, 2012.
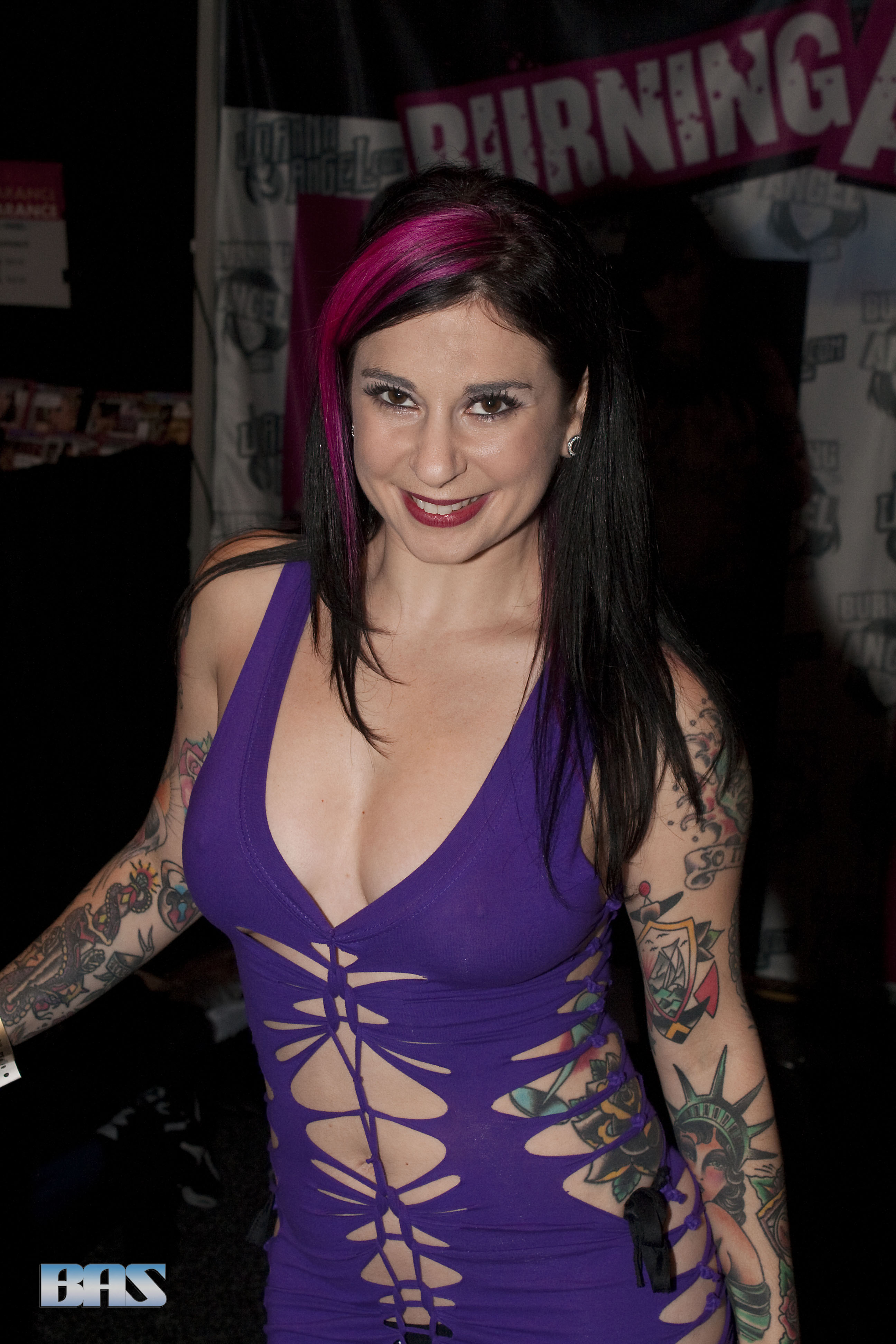
Angel på Exxxotica Atlantic City-mässan, 2014.
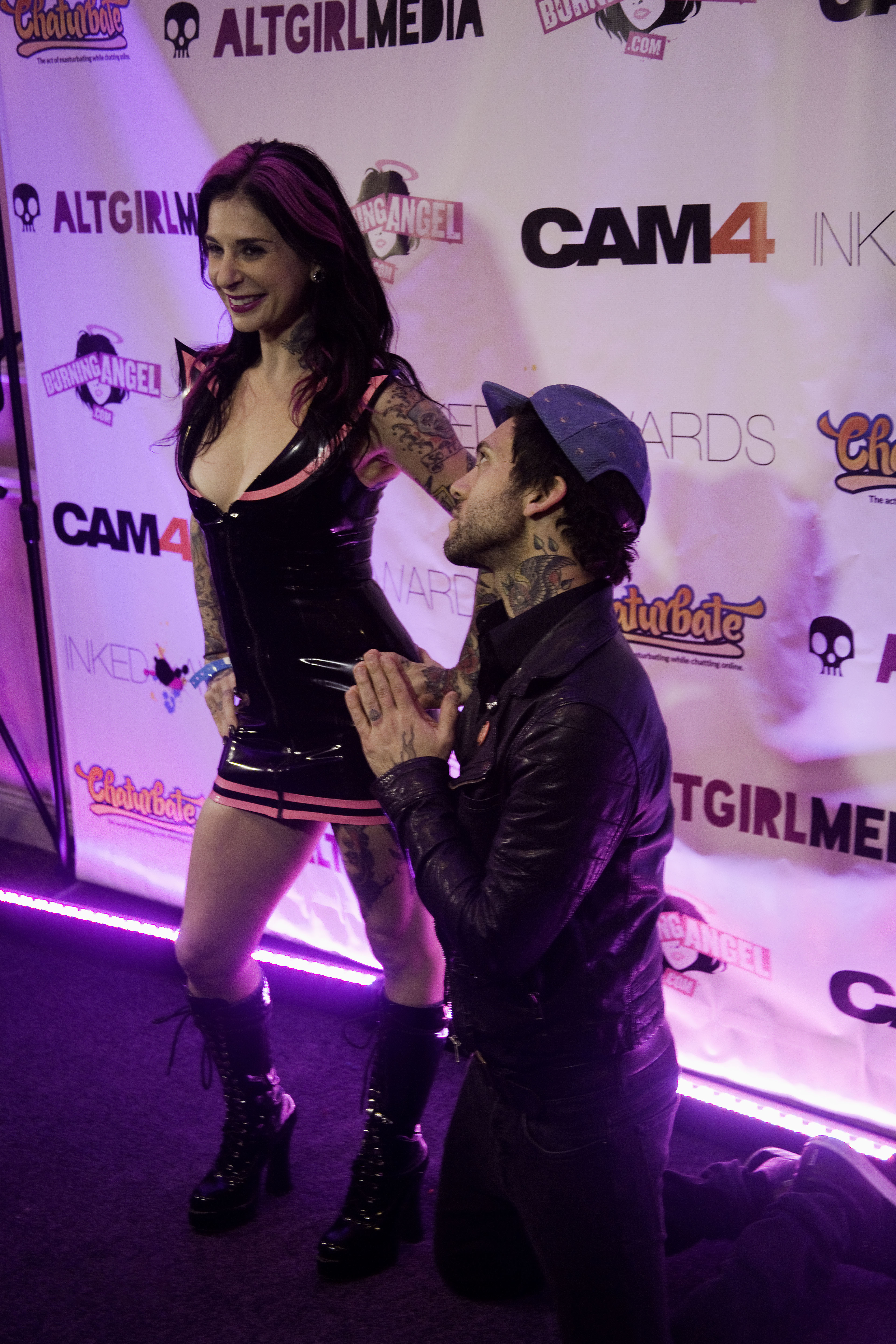
Angel på Inked Awards-galan 2015, med blivande maken Aaron "Small Hands" Thompson.
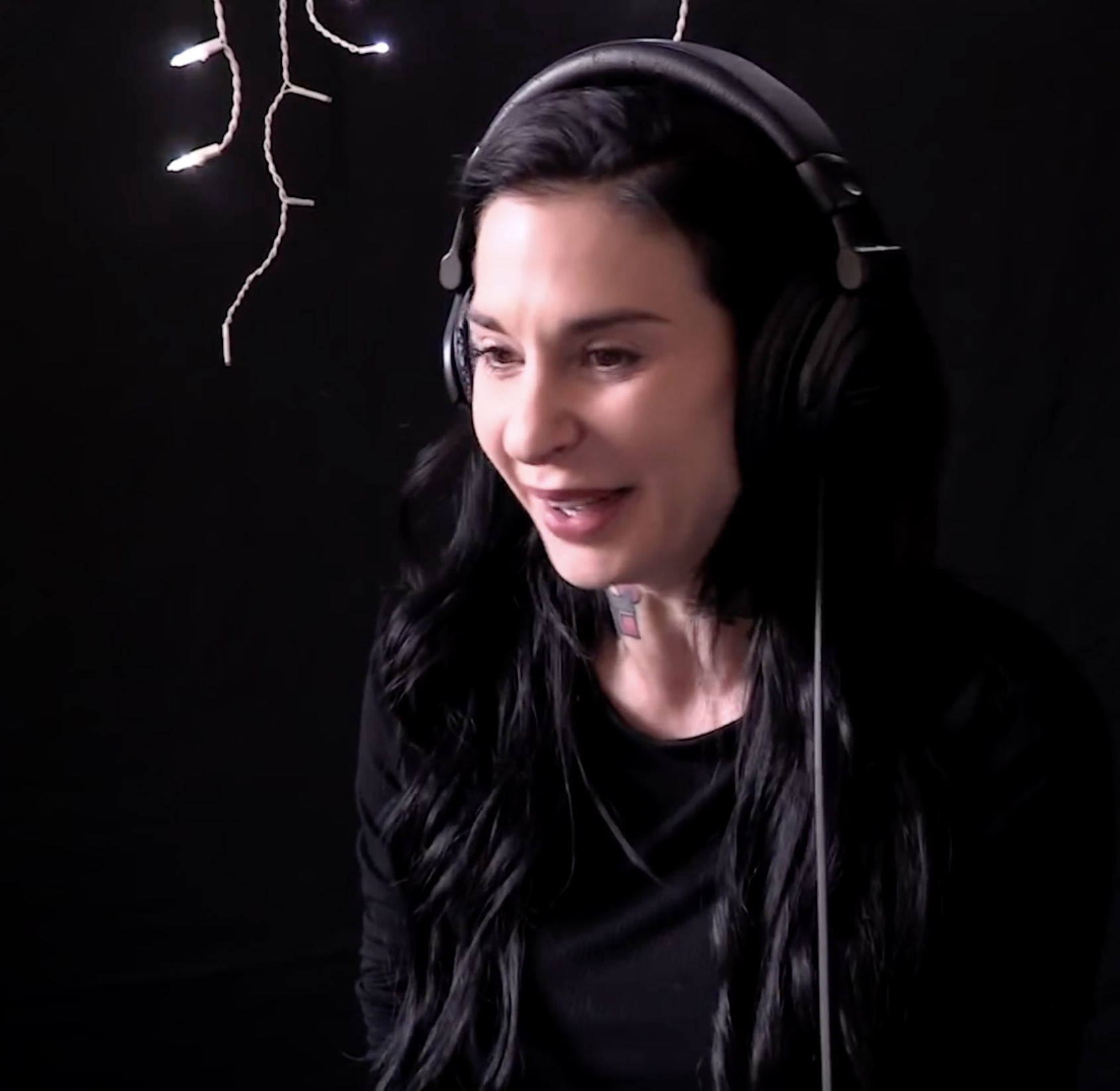
Angel intervjuad av Holly Randall, mars 2021.